# Tomo Inouye

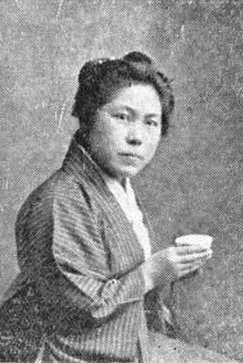
Tomo Inouye, 1901

Tomo Inouye (geb. 1870 in Fukuoka, Japan; gest. nach 1948) war eine japanische Ärztin. Sie gilt als Mitbegründerin der Japanischen Frauenärztevereinigung (JMWA).

## Ausbildung
Inouye besuchte eine methodistische Mädchenschule in Nagasaki. Sie begann ein Studium der homöopathischen Medizin bei einer amerikanischen Ärztin, Mary A. Gault, die mit einem Japaner verheiratet war und in Nagasaki eine Klinik betrieb. Es heißt, sie habe sich für die Medizin entschieden, weil sie zu klein war, um eine Ausbildung zur Krankenschwester zu machen.
Im Jahr 1896 begab Inouye sich in die USA und machte 1898 ihren Abschluss am Cleveland Homeopathic Medical College. Sie besuchte zunächst das Cleveland Municipal Medical College, bevor sie sich 1899 an der University of Michigan Medical School einschrieb. Während ihres Studiums fand sie viele amerikanische Freunde. Sie war die einzige Frau in einer Gruppe von acht japanischen Studierenden, die 1900 an der Universität von Michigan eingeschrieben waren. Dort machte sie 1901 ihren Abschluss als Ärztin. Im Folgejahr ging sie nach Japan und erhielt 1903 ihre japanische Approbation. Dies war ihr zunächst verwehrt worden. Jedoch setzte sich der Präsident der University of Michigan mit Erfolg beim japanischen Botschafter in Washington und beim US-amerikanischen Botschafter in Tokio für sie ein.

## Karriere
Inouye war 1897 Delegierte auf der vierten Weltkonferenz der Woman’s Christian Temperance Union in Toronto. Nach ihrem Medizinstudium kehrte sie nach Japan zurück und praktizierte als Ärztin in Tokio. Außerdem wurde sie zur medizinischen Inspektorin für Schulmädchen in Tokio ernannt und unterrichtete Hygiene- und Gesundheitskurse. Sie war im YWCA von Japan aktiv.
1920 besuchte sie zusammen mit Ida Kahn, der ersten chinesischen Absolventin der Schule, ihre Alma Mater erneut. Beide Frauen waren 1919 in den Vereinigten Staaten, um an der Internationalen Konferenz der Ärztinnen in New York City teilzunehmen.
Tomo Inouye war 1919 Gründungsmitglied und Mitglied im Verwaltungsrat der Medical Women’s International Association (MWIA). 1923 leitete sie ein Hilfsprojekt von Ärztinnen, die auf das große Kantō-Erdbeben von 1923 reagierten.

## Persönliches
Inouye überlebte den Zweiten Weltkrieg, obwohl ihr Haus und ihre Besitztümer zerstört wurden: „Alle meine Bilder, Bücher, Instrumente, Präparate und alles wurde durch diese schreckliche Bombe verbrannt“, schrieb sie 1948 an Freunde in Michigan. „Deshalb ist mir nichts geblieben, kein Andenken, und ich bin obdachlos geworden, habe keine Verwandten, die sich um mich kümmern, und bin von all meinen Freunden getrennt.“